# Wskaźnik wiarygodności kredytowej
Wskaźnik wiarygodności kredytowej – określa, ile razy zysk przed opodatkowaniem i zapłaceniem odsetek, łącznie z odpisami amortyzacyjnymi, czyli EBITDA, pokrywa roczne spłaty rat kredytu wraz z odsetkami.
{\displaystyle {\text{Wwk}}={\frac {\text{EBITDA}}{{\text{raty kredytu}}+{\text{odsetki}}}}}
Wskaźnik ten informuje, w jakiej relacji przedsiębiorstwo jest w stanie zapewnić spłatę kredytu i odsetek z generowanego zysku operacyjnego powiększonego o amortyzację i deprecjację. Przyjmuje się, że wskaźnik ten nie powinien być niższy od 1,3, gdyż wtedy przedsiębiorstwo nie powinno mieć już trudności ze spłatą kredytów. Za optymalny poziom wskaźnika uznaje się wielkość 2,3. Wartość akceptowalnego poziomu tego wskaźnika jest determinowana m.in. poprzez moment cyklu koniunkturalnego, wiek przedsiębiorstwa, branżę, w której działa przedsiębiorstwo, polityki kredytowej banku.